# 25720 Mallidi
25720 Mallidi è un asteroide della fascia principale. Scoperto nel 2000, presenta un'orbita caratterizzata da un semiasse maggiore pari a 2,4471113 UA e da un'eccentricità di 0,0831117, inclinata di 6,75300° rispetto all'eclittica.